# Backcountry
Backcountry (Brasil: Sobrevivente ) é um filme de terror canadense de 2014, escrito e dirigido por Adam MacDonald, baseado na história real de Jacqueline Perry e Mark Jordan.

## Elenco
- Missy Peregrym como Jenn
- Jeff Roop como Alex
- Eric Balfour como Brad
- Nicholas Campbell como o guarda-florestal